# Női szinkron műugrás a 2020. évi nyári olimpiai játékokon
A 2020. évi nyári olimpiai játékokon a műugrás női szinkron 3 méteres versenyszámát július 25-én rendezték meg az Tokyo Aquatics Centreben.
A versenyszám aranyérmét a Si Ting-mao (Shi Tingmao) és Vang Han (Wang Han) kínai páros nyerte meg, míg az ezüstérem a kanadai Jennifer Abel és Melissa Citrini-Beaulieu kettős nyakába került. A harmadik helyen a német Lena Hentschel és Tina Punzel páros végzett.

## Versenynaptár
Az időpont(ok) helyi idő szerint (UTC +09:00), zárójelben magyar idő szerint olvasható(ak).
| Dátum                      | Időpont       | Forduló |
| -------------------------- | ------------- | ------- |
| 2021. július 25., vasárnap | 15:00 (07:00) | Döntő   |

## Eredmény
| #  | Nemzet                 | Név                                           | Ugrások | Ugrások | Ugrások | Ugrások | Ugrások | Össz. pontszám |
| #  | Nemzet                 | Név                                           | 1       | 2       | 3       | 4       | 5       | Össz. pontszám |
| -- | ---------------------- | --------------------------------------------- | ------- | ------- | ------- | ------- | ------- | -------------- |
|    | Kína (CHN)             | Si Ting-mao (Shi Tingmao) Vang Han (Wang Han) | 49,80   | 49,80   | 75,60   | 74,70   | 76,50   | 326,40         |
|    | Kanada (CAN)           | Jennifer Abel Melissa Citrini-Beaulieu        | 47,40   | 45,00   | 67,50   | 70,68   | 70,20   | 300,78         |
|    | Németország (GER)      | Lena Hentschel Tina Punzel                    | 48,60   | 46,20   | 63,00   | 63,00   | 64,17   | 284,97         |
| 4. | Mexikó (MEX)           | Dolores Hernández Carolina Mendoza            | 44,40   | 46,20   | 61,20   | 57,60   | 65,70   | 275,10         |
| 5. | Japán (JPN)            | Enomoto Haruka Mijamoto Hazuki                | 45,60   | 45,60   | 63,00   | 58,50   | 56,70   | 269,40         |
| 6. | Nagy-Britannia (GBR)   | Katherine Torrance Grace Reid                 | 46,80   | 50,40   | 61,20   | 50,40   | 60,30   | 269,10         |
| 7. | Olaszország (ITA)      | Elena Bertocchi Chiara Pellacani              | 49,20   | 48,00   | 63,00   | 61,38   | 45,90   | 267,48         |
| 8. | Egyesült Államok (USA) | Alison Gibson Krysta Palmer                   | 49,20   | 50,40   | 54,90   | 43,71   | 65,28   | 263,49         |